# Benjamin Netanjahu und Großisrael
1. WEITERLEITUNG Benutzer:Über-Blick:Benjamin Netanjahu und Großisrael